# Rose de Freycinet

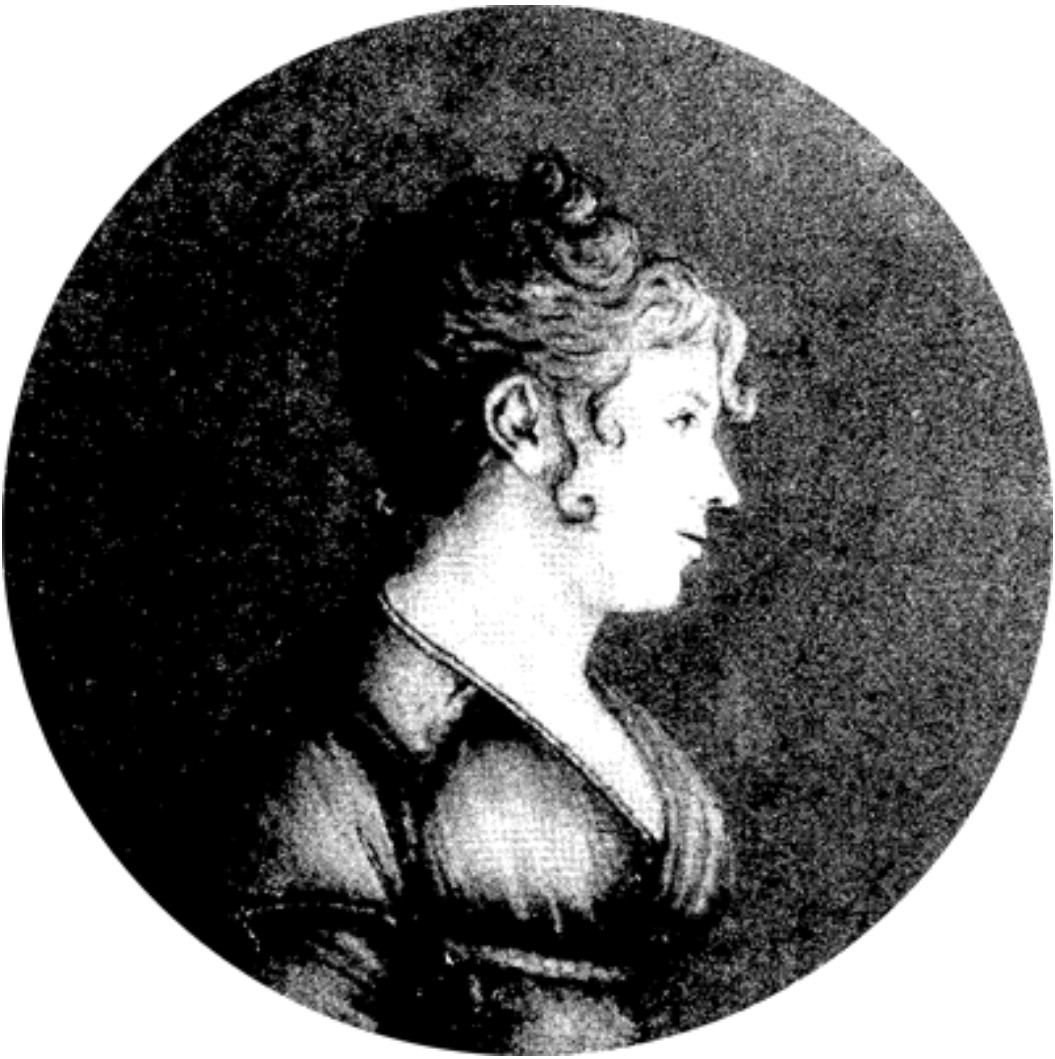
Rose de Freycinet (1812)

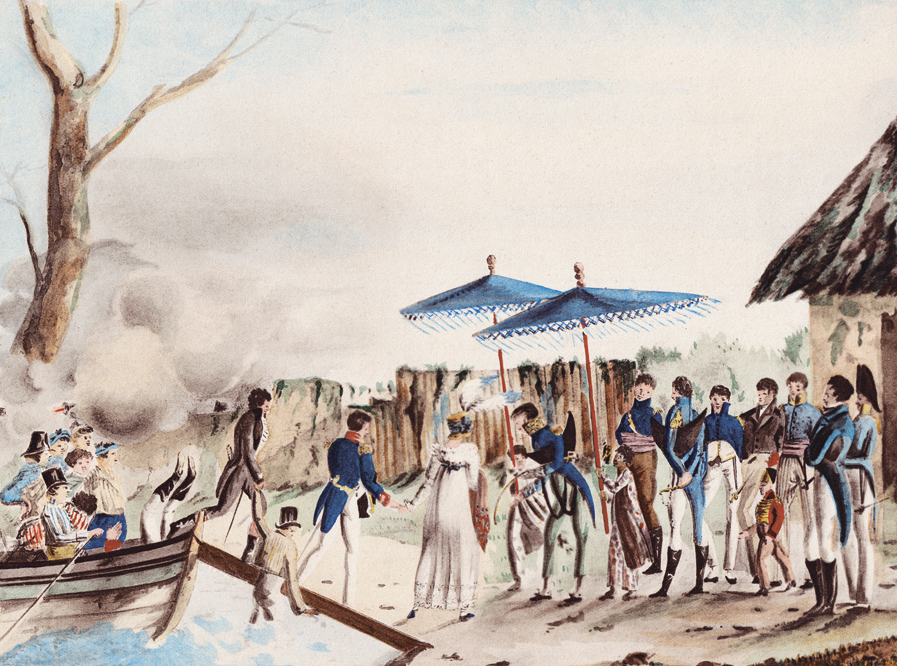
Rose und Louis de Freycinet werden in Dili (Portugiesisch-Timor) 1818 empfangen
(Illustration von Jacques Arago)

Rose de Freycinet  (* 29. September 1794 in Saint-Julien-du-Sault als Rose Marie Pinon; † 7. Mai 1832 in Paris) war die Frau des 15 Jahre älteren französischen Forschungsreisenden Louis de Freycinet, den sie auf einer Forschungsreise rund um die Welt begleitete. Über ihre Erlebnisse schrieb sie ein Tagebuch und war damit nach heutigem Stand der Erkenntnis die erste Frau, die die Welt umrundete und einen Bericht darüber verfasste.

## Biographie
Als Louis de Freycinet 1816 den Forschungsauftrag einer wissenschaftlichen Weltreise erhielt, war das Paar nicht gewillt, die dreijährige Trennung hinzunehmen. Heimlich wurde das Schiff, die Uranie umgebaut, Rose de Freycinet schnitt sich die Haare ab und schlich sich am Tag vor der Abfahrt als Mann verkleidet in Toulon an Bord und legte die Verkleidung erst in Santa Cruz de Tenerife ab. Stationen der Reise waren Gibraltar, Santa Cruz de Tenerife, Rio de Janeiro, die Kapkolonie, Mauritius und Réunion, die Shark Bay an der Westküste Australiens, Timor, Waigeo im Norden von Neuguinea, Guam auf den Marianen, die Hawaii-Inseln, Sydney und die Falklandinseln, wo die Uranie in der französischen Bucht Schiffbruch erlitt, nachdem sie demselben Unglück bei Kap Horn aufgrund eines heftigen Sturms nur knapp entronnen war. Somit legten sie in den Kolonien fast aller europäischer Kolonialmächte an und Rose de Freycinet traf viele historisch wichtige Personen, unter anderem in Rio de Janeiro den portugiesischen König João VI, der seit dem Einfall Napoleons sein Land von der Kolonie Brasilien aus beherrschte. Sie beeindruckte vor allem durch ihren Mut in besonders gefährlichen Situationen. Bei dem Schiffbruch verließ sie das Schiff erst, nachdem die gesamte Mannschaft sicher am Ufer angekommen war.
Als Paris 1832 von einer Choleraepidemie heimgesucht wurde, erkrankte Louis de Freycinet schwer, aber dank der Pflege durch Rose und seinen Freund Joseph Paul Gaimard, den Assistenzarzt der Uranie, wurde er gerettet, Rose infizierte sich jedoch während dieser Zeit und starb binnen weniger Stunden.
Das in Briefform geschriebene Reisetagebuch wurde erst 1927 (von dem französischen Historiker Charles Duplomb) in einer Auflage von 500 Exemplaren herausgegeben, versehen mit einem Vorwort eines Urgroßneffen von Louis, Henri de Freycinet. Der Band wurde mit 26 Abbildungen illustriert, davon etliche in Mehrfarbenlichtdruck und manche nie zuvor veröffentlicht. 

## Nach Rose de Freycinet benannte Orte, Tiere, Pflanzen
- Ihr Mann benannte eine kleine unbewohnte Insel Île de Rose. Sie gehört heute zu Amerikanisch-Samoa.
- Joseph Paul Gaimard benannte 1823 den wissenschaftlichen Namen der Nacktaugen-Fruchttaube (Ducula pinon) mit dem Geburtsnamen von Rose de Freycinet.
- Der Botaniker Charles Gaudichaud-Beaupré benannte 1830 noch den Hibiscus pinonianus und 1824 die Farngattung Pinonia nach ihr.
- Fähnrich Louis Isidore Duperrey gab später, auf seiner eigenen Forschungsreise, zwei Teilen der Küste von Waigeo die Namen Pointe und Anse (Kap und Bucht) Rose.

## Ausgewählte Werke
- Rose de Saulces de Freycinet, Campagne de l’« Uranie » (1817–1820). Journal d’après le manuscrit original, accompagné de notes par Charles Duplomb. Chartres & Paris, Durand pour les Sociétés d’Éditions Géographiques, Maritimes et Coloniales, 1927.
- Rose de Freycinet, Briefe von der Uranie. Tagebuch einer Reise um die Welt (1817–1820), herausgegeben von Michael Uszinski, Berlin : Verlag der Pioniere, 2011, ISBN 978-3-941924-01-7.
- Rose de Freycinet, Rose des vents – Journal de Madame Rose de Freycinet : voyage de l’Uranie autour du monde (1817–1820). Texte établi et présenté par Marc Serge Rivière ; en annexe Lettres de Rose à sa belle-sœur, Clémentine de Freycinet, Sainte Clotilde (La Réunion) : ARS Terres Créoles ; Stanley (Maurice) : Éd. de l’océan Indien, 1996.
- Serge Marc Rivière (Herausgeber), A woman of courage : the journal of Rose de Freycinet on her voyage around the world 1817–1820, Canberra : National Library of Australia, 1996.

## Weiterführende Literatur
- Marnie Bassett: Realms and Islands. London 1962.